# هلومفو كيكانا
هلومفو كيكانا (بالإنجليزية: Hlompho Kekana)‏؛ مواليد 23 مايو 1985 في جنوب أفريقيا، هو لاعب كرة قدم جنوب أفريقي يلعب لنادي ماميلودي صن داونز كلاعب وسط. بدأ هلومفو كيكانا مسيرته الرياضية عام 2002 مع نادي بلاك ليوباردز.

## السيرة الذاتية
تلقى تكوينه الكروي في أكاديمية تشيامو لكرة القدم. أولى ألقابه كانت رفقة نادي سوبر سبورت يونايتد، الذي فاز رفقته بلقبين متتاليين للدوري الجنوب الأفريقي الممتاز (2009 و2010). هو لاعب دولي رفقة المنتخب الجنوب أفريقي منذ 2011.

في مارس 2012، حقق رفقة ناديه ماميلودي صن داونز، الذي كان يدربه الهولندي يوهان نيسكينز، رقما قياسيا بفوزهم على نادي باورلاينز، في مسابقة الكأس بحصة 24-0، سجل منها كيكانا سبعة أهداف.

## الجوائز والإنجازات

### الإنجازات مع النادي أو المنتخب
| النادي أو المنتخب  | البطولة                      | مرات الفوز | الأعوام أو المواسم   |
| ------------------ | ---------------------------- | ---------- | -------------------- |
| سوبر سبورت يونايتد | الدوري الجنوب أفريقي الممتاز | 2          | 2008/2009 و2009/2010 |

## روابط خارجية
- هلومفو كيكانا على موقع الاتحاد الدولي (مؤرشف)  (الإنجليزية)
- هلومفو كيكانا على موقع قاعدة بيانات كرة القدم.إي يو (الإنجليزية)
- هلومفو كيكانا على موقع ناشيونال فوتبول تيمز (الإنجليزية)
- هلومفو كيكانا على موقع Soccerway.com (الإنجليزية)